# Rhamphichthys
Genre
Rhamphichthys est un genre de poissons de la famille des Rhamphichthyidae.

## Distribution
Les espèces de ce genre se rencontrent en Amérique du Sud.

## Description
Ce sont des poissons électriques.

## Liste des espèces
Selon FishBase (2 juin 2010) :
- Rhamphichthys apurensis (Fernández-Yépez, 1968)
- Rhamphichthys atlanticus Triques, 1999
- Rhamphichthys drepanium Triques, 1999
- Rhamphichthys hahni (Meinken, 1937)
- Rhamphichthys lineatus Castelnau, 1855
- Rhamphichthys longior Triques, 1999
- Rhamphichthys marmoratus Castelnau, 1855
- Rhamphichthys pantherinus Castelnau, 1855
- Rhamphichthys rostratus (Linnaeus, 1766)
- Rhamphichthys schomburgki Kaup, 1856

## Publication originale
- Müller & Troschel, 1849 : Fische in Reisen in Britisch-Guiana in den Jahren 1840-44. Im Auftrag Sr. Mäjestat des Königs von Preussen ausgeführt von Richard Schomburgk, vol. 3, Berlin, p. 618-644.